# LVIe législature du Congrès national du Chili
La LVIe législature du Congrès national du Chili (en espagnol : LVI periodo legislativo del Congreso Nacional de Chile) est le cycle parlementaire qui s'est ouvert à la Chambre des députés et au Sénat depuis le 11 mars 2022. 
La Chambre des députés est scindée à parts égales entre la gauche et centre-gauche d'une part (Approbation dignité et Socialisme démocratique) et la droite et l'extrême-droite d'autre part (Chile Vamos et PLR). 
Tandis qu'au Sénat, la droite conserve la moitié des sièges avec Chile Vamos, Approbation dignité entre à la chambre avec beaucoup d'élus, le centre-gauche garde une stabilité, et le Parti républicain fait irruption avec 2 sénateurs élus.
Le nouveau président Gabriel Boric n'a pas les mains libres, faute de majorité au Congrès, son gouvernement doit négocier avec des partis comme le Parti démocrate-chrétien, les Démocrates (es), le Parti du peuple (es) ainsi que plusieurs élus de centre-gauche et de centre-droit.

## Contexte
Les élections de novembre 2017 aboutissent à un parlement sans majorité. L'alliance Chili Allons, coalition de partis d'opposition de centre droit et de droite, obtient la majorité relative des sièges dans les deux chambres. La coalition de centre gauche Nouvelle Majorité de la présidente sortante Michelle Bachelet arrive deuxième, suivie de celle de gauche du Front large qui créé la surprise avec un résultat plus élevé qu'attendu.
Le pays connait des manifestations massives en 2019 et 2020 pour contester un système économique jugé très inégalitaire. Une trentaine de manifestants sont tués et des milliers blessés ou arrêtés. La Constitution alors en vigueur concentre rapidement les critiques en raison de son contenu néolibéral fortement inégalitaire ainsi que de ses origines, celle ci ayant été rédigée en 1980 sous la dictature militaire d'Augusto Pinochet, bien qu'elle ait été depuis amendée à plusieurs reprises notamment pour mettre fin à la présence de sénateur à vie,. 
Elle établit un modèle économique fondé sur la privatisation d'une large part des biens publics, y compris l'éducation, la santé, les retraites et l'accès à l'eau,. Devant l'ampleur du mouvement de contestation populaire, les dirigeants de la majorité des partis chiliens signent l'« Accord pour la paix sociale et la nouvelle Constitution » le 15 novembre 2019. 
Celui ci prévoit l'amendement de plusieurs articles du chapitre XV de la Constitution permettant la rédaction d'un nouveau texte fondamental via la convocation d'une assemblée constituante, une procédure que la Constitution de 1980 ne permettait pas auparavant.
L'élection présidentielle est ainsi précédée par l'élection d'une assemblée constituante les 15 et 16 mai 2021 à la suite du référendum organisé le 25 octobre 2020 où les électeurs se sont prononcés pour un changement de Constitution ainsi que sur le principe d'une assemblée constituante chargée de rédiger la nouvelle loi fondamentale.
Marqué par une abstention de 59 % des inscrits, le scrutin des élections constituantes donne lieu à une percée surprise des listes de candidats indépendants, au détriment des partis traditionnels, tandis que les listes de gauche parviennent à réunir davantage de sièges que la droite et l’extrême droite, malgré l'union de ces dernières en liste commune. La droite obtient ainsi son résultat le plus faible depuis le rétablissement de la démocratie et échoue à atteindre le seuil du tiers des membres de la constituante, qui lui aurait permis de mettre un veto aux réformes du système économique néolibéral en vigueur dans le pays.
Les résultats favorisent ainsi les partisans d'une réforme en profondeur de la Constitution chilienne en matière de droits sociaux et de lutte contre les inégalités économiques.
Néanmoins, ces créer la surprise à l'échelle internationale, avec une représentation importante des peuples autochtones de plusieurs ethnies minoritaires, avec 17 sièges réservés, un fait inédit.

### Élections

#### Élections législatives
Les élections parlementaires ont eu lieu le 21 novembre 2021, afin de renouveler les 155 sièges de la Chambre des députés et la moitié des 55 sièges du Sénat.
À l'issue de l'élection, la coalition de droite et d'extrême droite Chile Vamos arrive en tête à la Chambre des députés avec 1 609 489 voix, avec 300 000 voix d'écart avec la coalition de gauche radicale d'Approbation dignité. 
La Chambre est donc scindée à parts égales entre le centre et la gauche d'une part (Approbation dignité et Socialisme démocratique) et la droite et l'extrême-droite d'autre part (Chile Vamos et PLR).
De nouveaux partis font également irruption au sein de la Chambre, notamment le Parti du peuple (es), à la posture politique d'un populisme de droite avec 6 sièges, ainsi que le Parti républicain de José Antonio Kast avec 14 sièges.
Au Sénat, Chile Vamos est également en tête des voix, avec à nouveau une avance de 300 000 voix sur la coalition d'Approbation dignité, ainsi qu'un recul de la coalition de centre-gauche.
La droite conserve la moitié des sièges avec Chile Vamos, tandis qu'Approbation dignité entre à la chambre haute avec un nombre important d'élus, le centre-gauche garde une stabilité, et le Parti républicain fait irruption avec 2 sénateurs élus.

#### Élection présidentielle
L'élection présidentielle se déroule les 21 novembre et 19 décembre 2021 afin d'élire pour quatre ans le président de la République du Chili. Des élections parlementaires et régionales sont organisées simultanément.
Le président sortant, Sebastián Piñera, ne peut être candidat à sa réélection, la Constitution chilienne interdisant les mandats successifs.
Le scrutin voit les candidats d'extrême droite José Antonio Kast et de gauche radicale Gabriel Boric se qualifier pour le second tour. 
Pour la première fois depuis le retour de la démocratie en 1989, le second tour n'oppose pas des candidats issus des partis de centre droit et de centre gauche traditionnels. 
Boric remporte le second tour avec près de 56 % des voix, une première pour un candidat arrivé second à l'issue du premier tour. Il devient à 35 ans le plus jeune président de l'histoire du pays.

## Composition de l'exécutif

### Président de la République
Le 11 mars 2022, Gabriel Boric prête serment en tant que nouveau président de la République au Congrès, signifiant également l'ouverture de la 56e législature.

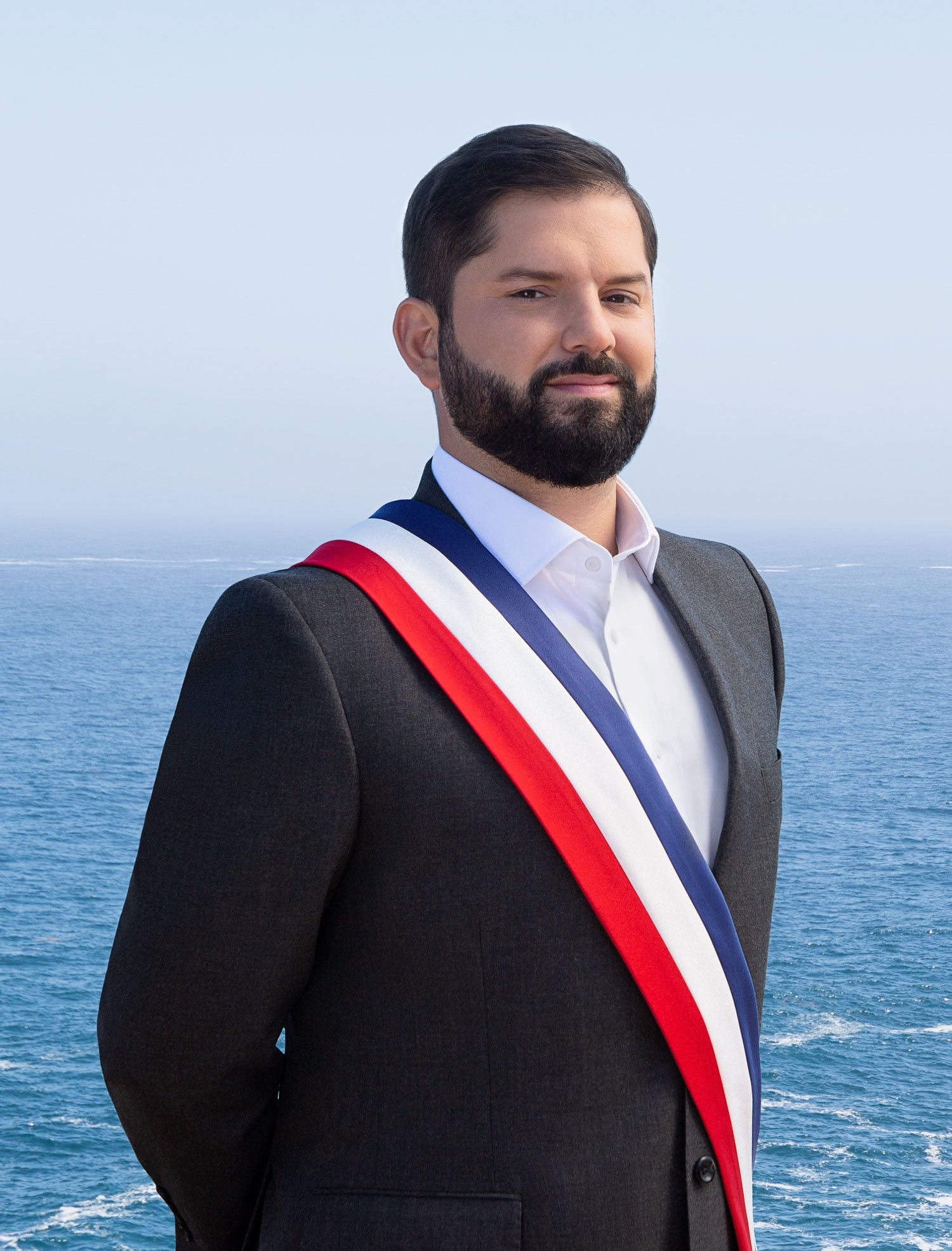
Gabriel Boric, président de la République depuis le 11 mars 2022.

### Gouvernement
| Gouvernement | Gouvernement | Durée                                            | Partis | Président | Président     | Composition  |
| ------------ | ------------ | ------------------------------------------------ | --- | --------- | ------------- | ------------ |
|              | Boric        | Depuis le 11 mars 2022 (3 ans, 5 mois et 1 jour) | Alliance gouvernementale : Approbation dignité (CS-PCCh-RD-FRVES-COM) et Socialisme démocratique (PS-PPD-PR-PL (es)) |           | Gabriel Boric | 24 ministres |

## Bureau des Assemblées

### Chambre des députés
| Fonction | Fonction | Fonction           | Fonction                                                | Groupe parlementaire       | Circonscription                                                                         |
| -------- | -------- | ------------------ | ------------------------------------------------------- | -------------------------- | --------------------------------------------------------------------------------------- |
|          |          | Président          | Raúl Soto (es) (11 mars 2022-7 novembre 2022)           | PPD                        | 15e circonscription (O'Higgins)                                                         |
|          |          | Président          | Vlado Mirosevic (es) (depuis le 7 novembre 2022)        | PL (es)                    | 1re circonscription (Arica et Parinacota).                                              |
|          |          | 1er vice-président | Alexis Sepulvéda (es) (11 mars 2022-7 novembre 2022)    | PR                         | 17e circonscription (Maule).                                                            |
|          |          | 1er vice-président | Carlos Bianchi Chelech (es) (depuis le 7 novembre 2022) | Indépendant, proche du PPD | 28e circonscription est composée de la région de Magallanes et de l'Antarctique chilien |
|          |          | 2e vice-présidente | Claudia Mix (es) (11 mars 2022-7 novembre 2022)         | Com.                       | 8e circonscription (région métropolitaine de Santiago)                                  |
|          |          | 2e vice-présidente | Catalina Pérez Salinas (depuis le 7 novembre 2022)      | RD                         | 3e circonscription (Antofagasta).                                                       |

### Sénat
| Fonction | Fonction | Fonction              | Fonction                                                 | Groupe parlementaire | Circonscription                  |
| -------- | -------- | --------------------- | -------------------------------------------------------- | -------------------- | -------------------------------- |
|          |          | Président             | Álvaro Elizalde (11 mars 2022 - 15 mars 2023)            | PS                   | 9e circonscription (Maule).      |
|          |          | Président             | Juan Antonio Coloma Correa (es) (depuis le 15 mars 2023) | UDI                  | 9e circonscription (Maule).      |
|          |          | 1er vice-président(e) | Luz Ebensperger (es) (11 mars 2022 - 15 mars 2023)       | UDI                  | 2e circonscription (Tarapacá).   |
|          |          | 1er vice-président(e) | Francisco Huenchumilla (depuis le 15 mars 2023)          | PDC                  | 11e circonscription (Araucanie). |

## Groupes parlementaires

### Chambre des députés
| Groupe           | Groupe                       | Parti                                         | Parti                     | Sièges           | Sièges     |
| Groupe           | Groupe                       | Parti                                         | Parti                     | mars 2022        | avril 2023 |
| ---------------- | ---------------------------- | --------------------------------------------- | ------------------------- | ---------------- | ---------- |
|                  | Chile Vamos (ChV)            |                                               | Rénovation nationale (RN) | 25               | 23         |
|                  | Chile Vamos (ChV)            | Union démocrate indépendante (UDI)            | 23                        | 23               |            |
|                  | Chile Vamos (ChV)            | Évolution politique (Evópoli)                 | 5                         | 4                |            |
| Total            | Total                        | 53                                            | 50                        |                  |            |
|                  | Approbation dignité (AD)     |                                               | Parti communiste (PCCh)   | 12               | 12         |
|                  | Approbation dignité (AD)     | Convergence sociale (CS)                      | 10                        | 10               |            |
|                  | Approbation dignité (AD)     | Révolution démocratique (RD)                  | 7                         | 7                |            |
|                  | Approbation dignité (AD)     | Communs (Com.)                                | 6                         | 2                |            |
|                  | Approbation dignité (AD)     | Fédération régionaliste verte sociale (FRVES) | 2                         | 2                |            |
|                  | Approbation dignité (AD)     | AH (AH)                                       |                           | 2                |            |
|                  | Approbation dignité (AD)     | Mouvement Unir (es) (UNIR)                    |                           | 1                |            |
| Total            | Total                        | 37                                            | 37                        |                  |            |
|                  | Socialisme démocratique (SD) |                                               | Parti socialiste (PS)     | 13               | 13         |
|                  | Socialisme démocratique (SD) | Parti pour la démocratie (PPD)                | 9                         | 9                |            |
|                  | Socialisme démocratique (SD) | Parti libéral (es)                            | 4                         | 4                |            |
|                  | Socialisme démocratique (SD) | Parti radical (PR)                            | 4                         | 3                |            |
| Total            | Total                        | 30                                            | 29                        |                  |            |
|                  | Autres partis                |                                               | Parti républicain (PLR)   | 15               | 12         |
|                  | Autres partis                | Indép et Parti social chrétien (es) (Ind-PSC) |                           | 7                |            |
|                  | Autres partis                | Parti démocrate-chrétien (PDC)                | 8                         | 5                |            |
|                  | Autres partis                | Démocrates (es) (Dem)                         |                           | 4                |            |
|                  | Autres partis                | Parti du peuple (es) (PDG)                    | 7                         | 4                |            |
|                  | Autres partis                | Écologistes et indépendants (Éco - Ind)       |                           | 4                |            |
|                  | Autres partis                | Parti écologiste vert (es) (PEV)              | 2                         | 1                |            |
|                  | Autres partis                | Jaunes pour le Chili (es) (AxCh)              |                           | 1                |            |
|                  | Autres partis                | Indépendants                                  | 5                         | 3                |            |
| Total de députés | Total de députés             | Total de députés                              | Total de députés          | Total de députés | 155        |

### Sénat
| Groupe           | Groupe                       | Parti                                         | Parti                          | Sièges    | Sièges     |
| Groupe           | Groupe                       | Parti                                         | Parti                          | mars 2022 | avril 2023 |
| ---------------- | ---------------------------- | --------------------------------------------- | ------------------------------ | --------- | ---------- |
|                  | Chile Vamos (ChV)            |                                               | Rénovation nationale (RN)      | 12        | 11         |
|                  | Chile Vamos (ChV)            | Union démocrate indépendante (UDI)            | 9                              | 9         |            |
|                  | Chile Vamos (ChV)            | Évolution politique (Evópoli)                 | 3                              | 3         |            |
| Total            | Total                        | 25                                            | 24                             |           |            |
|                  | Socialisme démocratique (SD) |                                               | Parti socialiste (PS)          | 7         | 7          |
|                  | Socialisme démocratique (SD) | Parti pour la démocratie (PPD)                | 6                              | 6         |            |
| Total            | Total                        | 13                                            | 13                             |           |            |
|                  | Approbation dignité (AD)     |                                               | Parti communiste (PCCh)        | 2         | 2          |
|                  | Approbation dignité (AD)     | Indépendants                                  | 1                              | 2         |            |
|                  | Approbation dignité (AD)     | Fédération régionaliste verte sociale (FRVES) | 2                              | 2         |            |
|                  | Approbation dignité (AD)     | Révolution démocratique (RD)                  | 1                              | 1         |            |
| Total            | Total                        | 6                                             | 6                              |           |            |
|                  | Autres partis                |                                               | Parti démocrate-chrétien (PDC) | 5         | 3          |
|                  | Autres partis                | Parti républicain (PLR)                       | 1                              | 2         |            |
|                  | Autres partis                | Démocrates (es) (Dem)                         |                                | 2         |            |
|                  | Autres partis                | Indépendants                                  | 1                              | 1         |            |
| Total de députés | Total de députés             | Total de députés                              | Total de députés               | 50        |            |